# 懇願 (ティツィアーノ)
『懇願』（こんがん、伊: L'appello , 英: The Appeal）は、イタリアのルネサンス期のヴェネツィア派の巨匠ティツィアーノ・ヴェチェッリオが1510年頃に制作した絵画である。油彩。おそらくジョルジョーネおよびセバスティアーノ・デル・ピオンボとの合作と考えられている。主題については諸説があり定かではない。現在はミシガン州デトロイトのデトロイト美術館に所蔵されている。

## 作品
暗い背景の前で2人の女性と中央に1人の男性の3人の半身像が描かれている。彼らは様々なポーズ（2人の女性の横顔と四分の三正面の男性）で配置されており、画面左の女性が画面右の女性を制止するか、あるいは慰めるかのように、彼女の胸に右手を当てている。彼女の右手の薬指には指輪がはめられている。中央の男性は毛皮の上着と帽子を身に着けているが、帽子には「CHA」というモノグラムが見える。何人かの研究者はこのモノグラムに基づいて3人の人物像について寓意的な解釈を提案している。画面左の女性はティツィアーノ、画面中央の男性はジョルジョーネ、画面右の女性はセバスティアーノ・デル・ピオンボによって描かれた。

### 帰属
不確かな帰属は裏側の碑文にセバスティアーノ・デル・ピオンボ、ジョルジョーネ、ティツィアーノの名前が挙げられていることに基づいている。この碑文は本作品がおそらくジョルジョーネによって着手され、彼が1510年に死去したのち、最もジョルジョーネに傾倒していた2人の弟子ティツィアーノとセバスティアーノ・デル・ピオンボによって完成された合作であることを示唆している。他の制作者としてパルマ・イル・ヴェッキオやジョヴァンニ・カリアーニの名前も挙がっており、後者は19世紀後半から20世紀初頭にかけて最も多く支持された。ただし、一部の研究者はこの作品が16世紀以降のものではないにせよ、16世紀初頭のヴェネツィア派に魅了された画家による後期の模倣作ではないかと考えた。2008年にローマとベルリンで開催されたセバスティアーノ・デル・ピオンボ展では、この3人の合作として展示された。

### 解釈
主題については現在も不明であり、男性の帽子のモノグラムに基づいて様々に解釈されている。美術史家アブラハム・ブレディウスとフレデリック・シュミット＝デゲナーは、3人の人物を悪徳と美徳の間のヘラクレス 、パウル・シュブリングは、クレウサとメディアの間のイアソンと考えた。ウィルヘルム・スイダは、慈善（Charitas）、人間性（Humanitas）、愛（Amor）、ピエトロ・マリア・バルディは、愛（Amor）、結婚（Concordia）、名誉（Honor）の擬人化と考えた。一方、ポール・ホルバートン（Paul Holberton）は中央の男性を巡礼者と見なした。

## 来歴
絵画はもともとベルガモのザンキ宮殿（Palazzo Zanchi）に所蔵されていたらしい。17世紀にアムステルダムの商人ニコライ・ソヒエ（Nicholas Sohier, 1588年-1642年）のコレクションに初めて記録された。その後、オラニエ公ウィレム3世の手に渡り、ウィレム3世の死後の1713年7月26日に催されたヘット・ロー宮殿の公売で売却された。この絵画は1719年までにマインツ選帝侯ロタール・フランツ・フォン・シェーンボルン伯爵が取得、伯爵が死去した1729年から1867年にかけて伯爵の甥のフリードリヒ・カール・フォン・シェーンボルンとシェーンボルン伯爵家に相続された。1867年7月17日から24日のパリの競売で、21,500フランで売却された。購入者はオルデンブルク大公の最後の大公フリードリヒ・アウグストであった。その後、絵画は大公の存命中の1926年に売却され、同年にデトロイト美術館によって購入された。

## 複製
いくつかの複製が知られている。その中にはヴェネツィアのアカデミア美術館に所蔵されている非常に忠実な17世紀の複製も含まれる。

## ギャラリー
ディテール

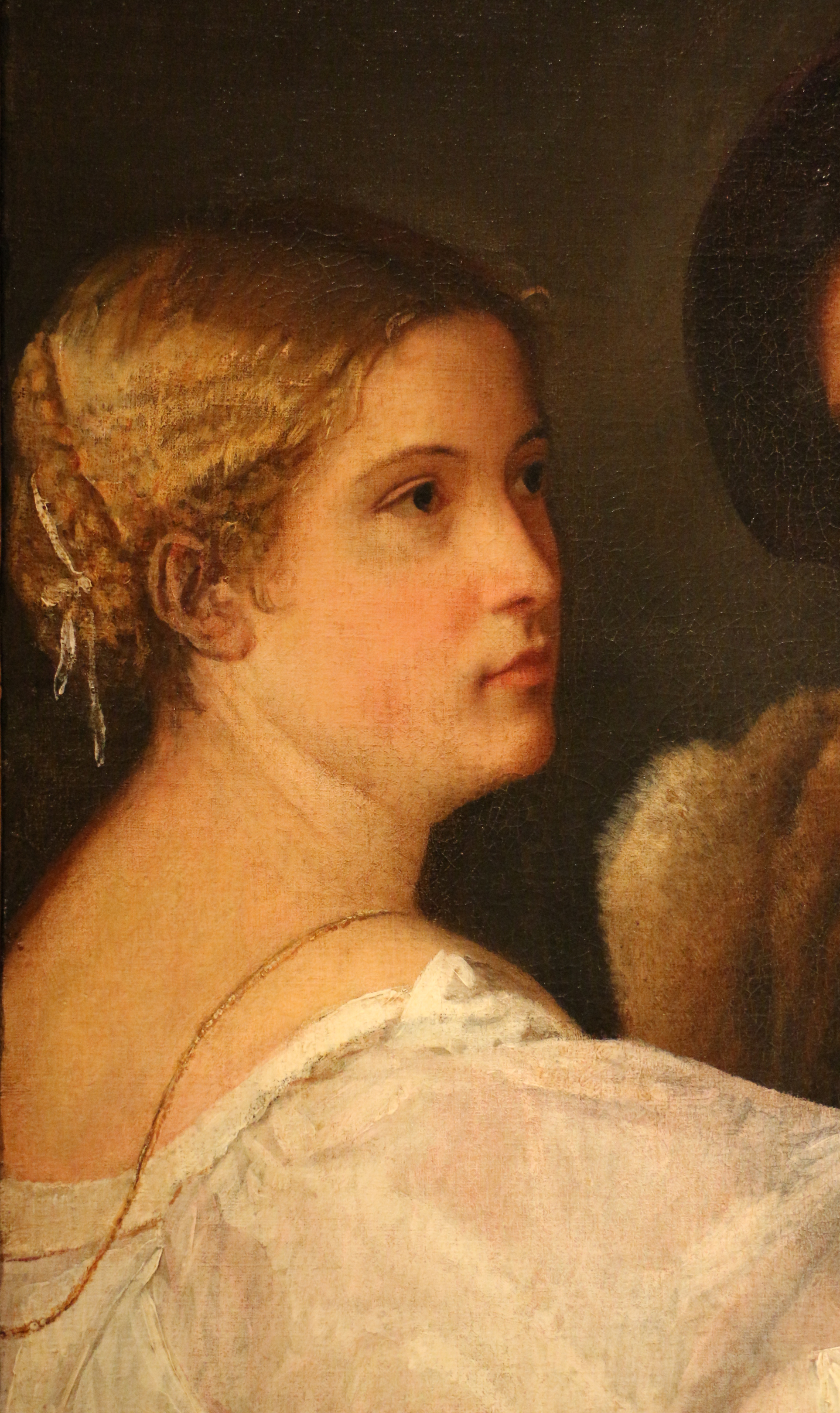
画面左の女性（ティツィアーノ）
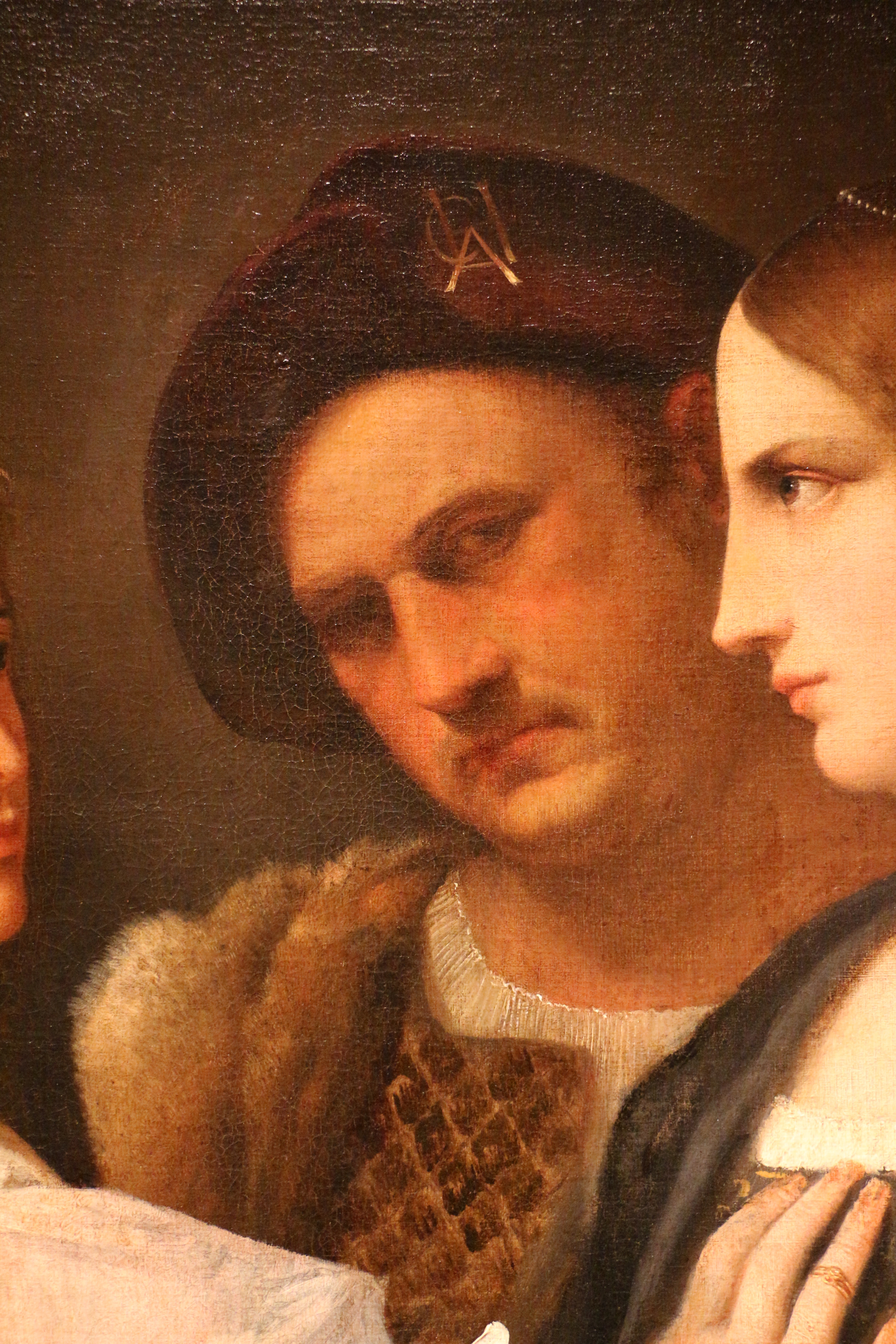
画面中央の男性（ジョルジョーネ）
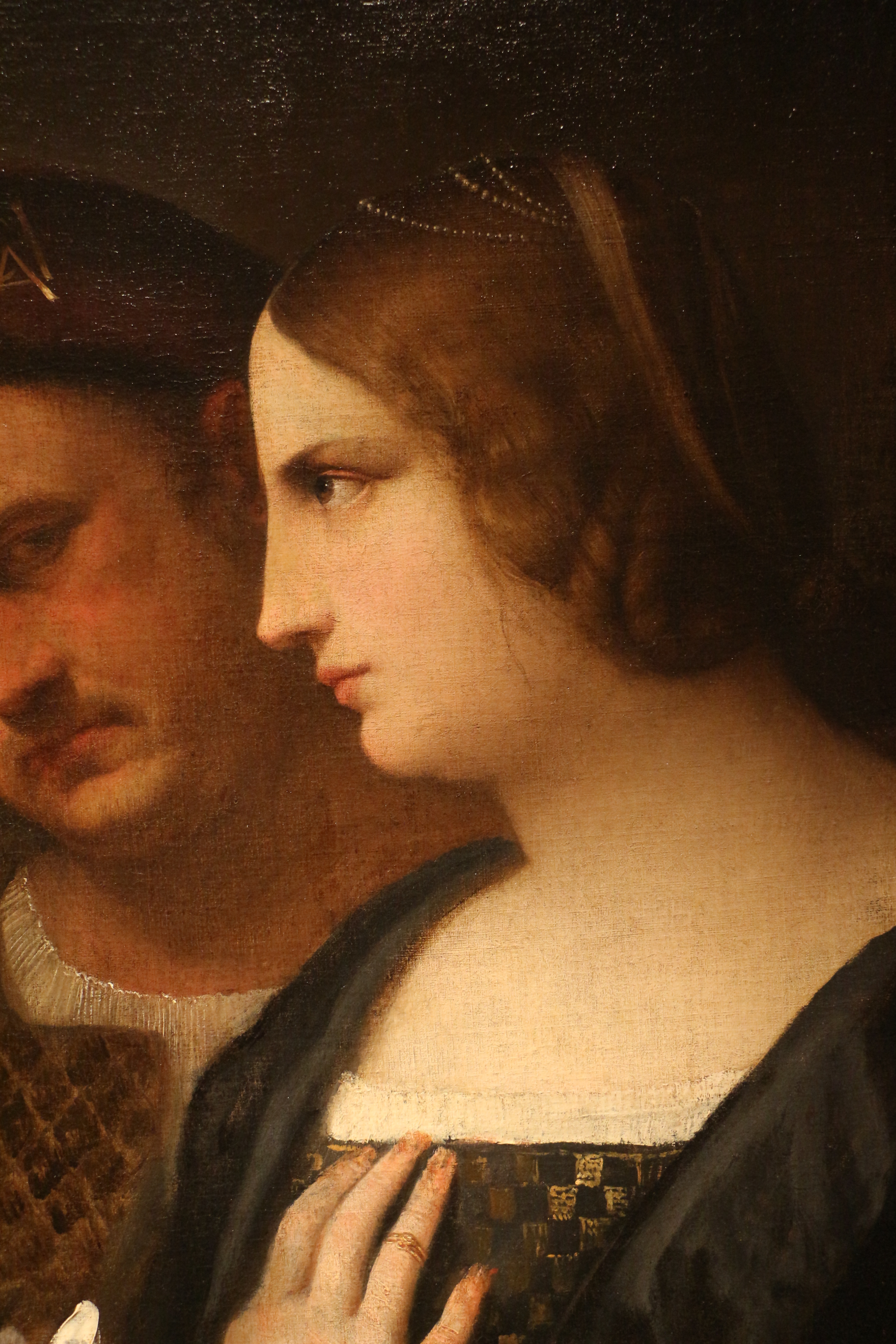
画面右の女性（セバスティアーノ・デル・ピオンボ）